# Lacul Ilmen
Lacul Ilmen (rusă Ильмень Озеро; finlandeză Ilmajärvi) este situat în Rusia de Nord-Vest între Moscova și Sankt Petersburg. Pe malul lacului se află orașul Novgorod. Suprafața lacului oscilează după anotimp între 730 și 2.090 km². Adâncimea lacului în cele mai multe locuri nu depășește 3–4 m, adâncimea maximă atinge 10 m. Malurile lacului sunt joase și mlăștinoase. Scurgerea apei de aici în lacul Ladoga este realiazată de râul Volhov.